# جوزف وانتون موریسون
جوزف وانتون موریسون (انگلیسی: Joseph Wanton Morrison؛ ۴ مه ۱۷۸۳ – ۱۵ فوریهٔ ۱۸۲۶) فرد نظامی اهل پادشاهی متحد بریتانیای کبیر و ایرلند بود.